# Aleksandr Xakàrov
Aleksandr Xakàrov (nascut el 8 de març de 1948 a Bakú, RSS de l'Azerbaidjan, URSS), és un jugador d'escacs àzeri, d'ascendència armènia, que va jugar sota bandera soviètica, i un molt reputat entrenador i escriptor d'escacs.

## Entrenador d'escacs
És especialment conegut pel fet d'haver estat l'entrenador de Garri Kaspàrov en el període de 1976 fins a 2005. Ells dos varen escriure conjuntament el llibre Caro-Kann: Variant clàssica 4…Af5 (1984). Kaspàrov ha dit d'ell que: "El nom d'Aleksandr Xakàrov potser no sigui mundialment famós, però difícilment podreu trobar algú que hagi dedicat més la seva vida als escacs. És una de les persones que jo mai he conegut que més intensament han treballat en escacs."
Xakàrov fou també entrenador d'Aixot Nadanian.
Tibor Károlyi li va dedicar el quart capítol del seu llibre (de 2009) Genius in the Background ('Genis a l'ombra').

## Llibres
- Kaspàrov, Garri; Xakàrov, Aleksandr. Caro-Kann: Classical 4.Bf5.  Batsford, 1984. ISBN 0-7134-4237-9.
- Xakàrov, Aleksandr; Belov, Ígor; Tsaturian, Valeri; Vílenski, L.. Anthology of Chess Beauty.  Saturn-S, 1996. ISBN 5-8468-0045-9.